# Rhachomyces canariensis
Rhachomyces canariensis Thaxt. – rodzaj grzybów z rzędu owadorostowców (Laboulbeniaceae). Grzyby mikroskopijne, pasożyty stawonogów, głównie owadów (grzyby entomopatogeniczne).

## Systematyka
Pozycja w klasyfikacji według Index Fungorum: Rhachomyces, Laboulbeniaceae, Laboulbeniales, Laboulbeniomycetidae, Laboulbeniomycetes, Pezizomycotina, Ascomycota, Fungi.
Gatunek ten opisał Roland Thaxter w 1900 r. na owadzie Trechus flavomarginatus na Wypach Kanaryjskich.

## Charakterystyka
Są obligatoryjnymi pasożytami zewnętrznymi owadów, to znaczy, że nie mogą przetrwać poza nimi i pasożytują na ich zewnętrznej powierzchni ciała. Tworzą mikroskopijną, kilkukomórkową plechę, która tylko stopą wrasta do chitynowego oskórka owadów, cała plecha zaś wystaje ponad oskórkiem. Nie powodują śmierci owadów i zazwyczaj wyrządzają im niewielką szkodę. W Polsce Tomasz Majewski w 1994 r. podał występowanie tego gatunku na chrząszczu Trechus pilosensis z rodziny biegaczowatych (Carabidae).